# Neyite
La neyite è un minerale.